# Grand Blue
Grand Blue (ぐらんぶる Guranburu) là một bộ manga Nhật Bản được viết bởi Inoue Kenji (tác giả của light novel Lũ ngốc, bài thi và linh thú triệu hồi) và minh họa bởi Yoshioka Kimitake. Bộ truyện được đăng theo kỳ trên tạp chí manga seinen của Kodansha - good! Afternoon kể từ tháng 4 năm 2015 và được tập hợp trong hai mươi bốn tập tankōbon. Bộ truyện tranh được xuất bản kỹ thuật số bằng tiếng Anh bởi Kodansha USA dưới bản in của Kodansha Comics. Bộ anime cùng tên được chuyển thể bởi Zero-G được lên sóng từ ngày 14 tháng 7 đến ngày 29 tháng 9 năm 2018, trong khung giờ chương trình Animeism trên MBS. Bản chuyển thể phim người đóng ban đầu dự kiến phát hành vào ngày 29 tháng 5 năm 2020, nhưng đã bị hoãn đến ngày 7 tháng 8 năm 2020 do dịch COVID-19.

## Cốt truyện
Kitahara Iori mong muốn có một tuổi thanh xuân tươi mới của mình trên bán đảo Izu khi anh chuẩn bị bắt đầu cuộc sống đại học ở đó, sống trong một căn phòng phía trên cửa hàng lặn "Grand Blue" của chú mình. Tuy nhiên, anh nhanh chóng bị sốc khi gặp Câu lạc bộ Lặn địa phương, một nhóm toàn thanh niên trai tráng dành phần lớn thời gian để uống rượu, tiệc tùng và khỏa thân hơn là tập trung chuyên môn. Bất chấp những nỗ lực của mình để tránh xa nhóm, Iori nhanh chóng bị cuốn vào những trò hề của họ, trong khi chị em họ của anh cố gắng cho anh thấy những điều kỳ diệu khi lặn xuống biển và đại dương.

## Nhân vật
Kitahara Iori (北原 伊織)
Lồng tiếng bởi: Uchida Yūma
Đóng bởi: Ryusei Ryo
Iori là sinh viên ngành Cơ khí năm thứ nhất tại Đại học Izu, người chưa bao giờ học bơi, mặc dù là một phần của câu lạc bộ lặn. Ban đầu anh chỉ ao ước một cuộc sống bình thường, nhưng vẫn bị kéo vào các hoạt động tiệc tùng của Câu lạc bộ lặn "Peek a Boo" và thường kết thúc trong tình trạng say xỉn và trần truồng. Anh thường tỏ vẻ xa cách và biến thái khó tả nhưng luôn trân trọng các mối quan hệ của mình đến mức sẽ kìm nén những hành vi tồi tệ khi cần thiết. Mặc dù cha của anh thực chất được nhận nuôi bởi gia đình Kitahara nhưng anh vẫn xem Chisa và Nanaka như người thân trong gia đình. Sự ngu ngốc một cách nghiêm túc đến khó tin của Iori khiến những nhân vật khác cũng phải chào thua trong suốt câu chuyện. Trong quá khứ Iori thích viết nhạc và mơ ước thành lập một ban nhạc, đó là những ký ức mà Kitahara cảm thấy xấu hổ vì thiếu kinh nghiệm và thể loại nhạc trữ tình mà anh theo đuổi. Iori có kỹ năng chơi tennis, bóng chuyền và hầu hết các môn thể thao đòi hỏi độ chính xác cao. Anh có một thói quen điên khùng là giải quyết những vấn đề đơn giản bằng những suy nghĩ biến thái, bệnh hoạn, hoang dã, vượt quá tầm hiểu biết của nhân loại.
Kotegawa Chisa (古手川 千紗)
Lồng tiếng bởi: Anzai Chika
Đóng bởi: Yoda Yūki
Chị em họ và bạn cùng lớp của Iori tại Đại học Izu, Chisa là một cô gái thông minh và hấp dẫn với niềm đam mê với bộ môn lặn. So với các thành viên khác trong câu lạc bộ Peek a Boo, Chisa được miêu tả là "bình thường" nhất. Cô là người dễ nổi nóng, dè dặt, và hiếm khi nhậu nhẹt chè chén. Cô không quan tâm đến chuyện tình yêu. Bằng sự khó chịu của mình, cô luôn gồng mình chống đỡ mọi sự tiếp cận vì vẻ đẹp sắc nước hương trời của mình của các sinh viên trường khác. Tham vọng lớn của Chisa là trở thành một người hướng dẫn lặn như mẹ cô và cô đắm mình vào môn lặn hơn bất cứ điều gì khác. Cô không từ bất cứ điều gì để duy trì sự cô độc của mình, bao gồm cả việc giả vờ có mối quan hệ với Iori để đuổi những kẻ tán tỉnh và trừng phạt anh vì đã giúp đỡ Aina thay vì là cô trong cuộc thi sắc đẹp. Mối quan hệ của cô với Iori có sự đan xen giữa sự dịu dàng vì tình yêu chung với môn lặn và sự ghê tởm lạnh lùng trước bản tính trẻ trâu, hoang dã của anh. Kết quả của mối quan hệ lạnh nhạt với mẹ cô là Chisa không thường xuyên công khai bày tỏ tình cảm của mình. Trong những khoảnh khắc thể hiện tình cảm, cô hay bối rối và mất bình tĩnh.
Kotegawa Toshio (古手川 登志夫)
Lồng tiếng bởi: Kawada Shinji
Chủ cửa hàng lặn biển Grand Blue và chú của Iori, cũng như cha của Chisa và Nanaka.
Kotegawa Nanaka (古手川 奈々華)
Lồng tiếng bởi: Uchida Maaya
Một người phụ nữ gợi cảm và là hướng dẫn viên lặn tại Grand Blue, khán giả lâu năm của những trò hề trong câu lạc bộ lặn. Cô ít tham gia vào các bữa tiệc nhậu của PAB và các thành viên đã thừa nhận rằng họ dè dặt hơn trong việc cởi đồ và uống rượu khi cô ấy ở đó. Cô thầm say mê Chisa, mặc dù cô ấy là em gái của cô, nhưng cô thừa nhận cô sẽ ủng hộ Iori nếu anh hứa sẽ làm Chisa hạnh phúc. Trớ trêu thay, Nanaka thường không thoải mái hoặc mù tịt về những vấn đề nhạy cảm, khiến cô hay rơi vào những tình huống biến thái với Iori và Azusa. Cô sở hữu sức mạnh đáng sợ được thể hiện bất cứ khi nào cô thấy mối đe dọa có thể xảy ra với mối quan hệ của mình và Chisa.
Imamura Kōhei (今村 耕平)
Lồng tiếng bởi: Kimura Ryōhei
Đóng bởi: Inukai Atsuhiro
Người bạn thân nhất của Iori, người mà anh có một sự ganh đua thân thiện. Kōhei là một otaku khó tính, thường mặc áo sơ mi có nhân vật cô gái anime yêu thích của mình trên đó. Anh đến trường đại học để theo đuổi giấc mơ bất khả thi của mình là lập dàn harem gồm những nữ sinh trung học dễ thương và cuối cùng bị cuốn vào câu lạc bộ lặn Peek a Boo. Nhiều trò hề hài hước của Kōhei được rút ra từ nỗi ám ảnh của anh đối với văn hóa anime và sự tách rời khỏi thực tế. Anh không có kinh nghiệm trong việc xử lý các tình huống xã hội hoặc thường liên tưởng những hành vi kỳ quặc của họ với sự tương đồng từ các chương trình yêu thích của anh. Một điểm buồn cười là anh dễ dàng bị các thành viên Peek a Boo khác thao túng như thế nào thông qua tình yêu của anh với các diễn viên lồng tiếng nữ nổi tiếng; đặc biệt, sự ngưỡng mộ của anh đối với Kaya Mizuki đã tạo ra những tình huống dở khóc dở cười trong truyện. Trong những trường hợp hiếm hoi, anh thể hiện khả năng phục hồi, sức mạnh và sự khôn ngoan đáng kinh ngạc khi những quyền lợi liên quan đến anime của anh bị đe dọa. Thoạt nhìn, mối quan hệ của Kōhei với Iori được xác định bằng những cú đấm, cú tát thô bạo vì những bất đồng nhỏ nhặt, tầm thường, nhưng anh thực sự quan tâm đến bạn mình và đáng tin cậy khi cần thiết. Ngụ ý một cách tinh tế rằng anh xuất thân từ một gia đình giàu có.
Tokita Shinji (時田 信治)
Lồng tiếng bởi: Yasumoto Hiroki
Một sinh viên năm cuối tại Izu và là thành viên của Peek a Boo, người thường xuyên cùng các thành viên câu lạc bộ khác say xỉn và khỏa thân. Tokita là một sinh viên đại học cơ bắp, tính tình thoải mái, thích tiệc tùng. Tuy nhiên, cũng giống như các thành viên khác của PAB, anh thực sự yêu thích lặn biển và rất cẩn trọng với những nguy hiểm khi lặn. Trước sự ngạc nhiên của Iori, anh có bạn gái.
Kotobuki Ryūjirō (寿 竜次郎)
Lồng tiếng bởi: Konishi Katsuyuki
Một sinh viên năm cuối tại Izu và là thành viên của Peek a Boo, người thường xuyên say xỉn với các thành viên khác trong câu lạc bộ. Kotobuki giống như Tokita cả về ngoại hình và tính cách khi họ tiệc tùng, nhưng Kotobuki có sự cuốn hút một cách đáng ngạc nhiên. Anh làm nhân viên pha chế chuyên nghiệp bán thời gian.
Hamaoka Azusa (浜岡 梓)
Lồng tiếng bởi: Yukinari Toa
Một sinh viên khóa trên từ Cao đẳng nữ Oumi và là thành viên của Peek a Boo, người thường xuyên tiệc tùng với các thành viên khác, mặc dù là một trong số ít phụ nữ trong câu lạc bộ. Sở hữu thân hình bốc lửa và quyến rũ, lại hay ngủ trong phòng toàn đám đực rựa cởi truồng, cô khiến cho đám trẻ hay ảo tưởng rằng cô rất dày dạn kinh nghiệm tình trường. Tuy nhiên, sự phóng túng của cô cũng chỉ dừng lại ở mức cuồng dâm sinh hoang tưởng với Nanaka. Cô có mối tình đơn phương đối với Tokita nhưng tin rằng theo đuổi nó sẽ làm hỏng động lực của nhóm Peek a Boo. Azusa không quan tâm lắm tới tình trạng hở bạo của mình và thường khiến mọi người mất cảnh giác bằng cách lột đồ mà không cần suy nghĩ. Cô thân thiết với Iori vì nghĩ rằng anh thuộc tuýp người song tính, coi anh như một người bạn tâm giao có thể thảo luận về sự song tính của bản thân. Azusa có một tinh thần hào phóng và nhận thức sâu sắc buộc cô phải giúp đỡ các thành viên Peek a Boo khác với những rắc rối cá nhân. Điều này kết hợp với một chút tinh nghịch thường kết thúc các vấn đề phức tạp theo những cách hài hước.
Yoshiwara Aina (吉原 愛菜)
Lồng tiếng bởi: Kana Asumi
Một sinh viên năm nhất của Trường Cao đẳng nữ Oumi và là cựu thành viên của Câu lạc bộ Quần vợt "Tinkerbell". Biệt danh là "Cá bảy màu" do số lượng lớn lớp phấn trang điểm cô từng dùng để đắp lên mặt nhằm trở nên xinh đẹp trong mắt các chàng trai, Aina sau đó gia nhập Peek a Boo sau khi Iori và Kōhei đứng lên bảo vệ cô. Mặc dù ban đầu có ý muốn hẹn hò với Kōhei nhưng sau cùng lại nảy sinh tình yêu lãng mạn dai dẳng và kéo dài với Iori sau khi anh đánh bại Kudou để trả thù cho việc cô bị bắt nạt. Khi không trang điểm, Aina có tính cách ôn hòa và rụt rè hơn rất nhiều, và thường đóng vai trò tsukkomi với những trò hề điên rồ. Cô là người duy nhất trong nhóm không thể nấu ăn ngon và là người vụng về nhất trong tất cả. Cô lớn lên trong một trang trại nên khá thành thạo các công việc lao động chân tay bao gồm cả lái xe tải. Tuổi thơ bị cô lập của Aina đã khiến cô mơ mộng về những kiểu tình yêu chỉ xuất hiện trong phim ảnh và sách. Trong số tất cả các thành viên Peek a Boo, cô là người rụt rè nhất về ngoại hình cơ thể của mình. Cô thường so sánh mình với Nanaka và Azusa, chỉ có thể hành động hướng ngoại khi trang điểm. Trái ngược với ngoại hình, cô có thể biến thành một con quái vật đáng sợ của bữa tiệc sau khi ngấm một ít rượu.
Hội trưởng Kudō (工藤会長 Kudō-kaichō)
Lồng tiếng bởi: Fukuyama Jun
Hội trưởng của Câu lạc bộ Quần vợt "Tinkerbell" và là một tay chơi có tiếng. Từng bị Iori và Kōhei sỉ nhục công khai vì ngược đãi Aina.
Mizuki Kaya (水木 カヤ)
Lồng tiếng bởi: Mizuki Nana
Một diễn viên lồng tiếng và là thần tượng nổi tiếng làm quen với Peek a Boo vì sở thích lặn biển của cô. Cô là bạn với Azusa và rất ngưỡng mộ về Iori. Cô là nữ diễn viên lồng tiếng yêu thích của Kōhei.
Nojima Hajime (野島 元)
Lồng tiếng bởi: Eguchi Takuya
Một trong những bạn học của Iori tại Đại học Izu. Một tay chơi tự phong mặc cho những thất bại liên tục trong tình yêu. Dù rất cố gắng để trở nên đẹp trai, ngầu lòi nhưng kết quả thường rất chi là thê thảm.
Yamamoto Shin'ichirō (山本 信一郎)
Lồng tiếng bởi: Junya Enoki
Một trong những bạn học của Iori tại Đại học Izu. Vô cùng thẳng thừng trong việc mong muốn tìm bạn gái, anh thường bị bạn bè trêu chọc rằng anh sẽ giữ được trinh tiết đến hết đời.
Fujiwara Kenta (藤原 健太)
Lồng tiếng bởi: Robert Waterman
Một trong những bạn học của Iori tại Đại học Izu. Một thanh niên trai tráng, và là người bạn tốt bụng, ngây thơ nhất của Iori. Anh ta thường xuất hiện một cách vô hình trước các nhân vật quan trọng khác như một trò đùa.
Mitarai Yū (御手洗 優)
Lồng tiếng bởi: Natsuki Hanae
Một trong những bạn học của Iori tại Đại học Izu. Không giống như hầu hết những người khác, Yu có mối quan hệ với người bạn thời thơ ấu Rie, người bạn của anh ta ngay lập tức cố gắng phá đám khi họ phát hiện ra. Sau những pha tán tỉnh tự hủy hoặc bị phá đám bởi những thằng bạn khốn nạn, anh ấy thường bị Rie tẩn cho bầm dập.
Kitahara Shiori (北原 栞)
Em gái của Iori, một học sinh trung học năm thứ ba thường đi dạo trong bộ kimono lỗi thời. Cô giả vờ thể hiện tình cảm với Iori trong khi bí mật cố gắng ép anh ta sở hữu lữ quán của gia đình họ để cô không phải thừa kế, vì cô muốn tìm cách thoát khỏi những yêu cầu khắt khe mà cha mẹ cô đặt ra. Shiori xảo quyệt và thông minh khác thường so với lứa tuổi của cô, có thể chế tạo thiết bị giám sát cũng như duy trì vỏ bọc như một cô gái trẻ có phong cách hoàn hảo, luôn hết mình vì anh trai. Dẫu thế, cô vẫn thể hiện sự tôn trọng thực sự đối với Iori mặc dù cô vẫn cho rằng anh ta là người dốt đặc và vô trách nhiệm.
Ushironomiya ( 右代宮 )
Là giảng viên và là phó giáo sư trường Đại học Izu, là 1 giảng viên luôn coi mình là vũ trụ của cả giảng đường và có những hành động rất khó dễ cho sinh viên quá sức chịu đựng so với 1 con người bình thường như làm 120 lần báo cáo, 300 lần thí nghiệm, phá hỏng máy điều hòa, ‘triệt sản’ bằng máy va đập Charpy … khiến bao sinh viên theo các khối ngành Tự nhiên như Cơ khí, Hóa, … rất ghét.

## Phương tiện truyền thông

### Manga
Tính đến ngày 7 tháng 4 năm 2025, bộ truyện tranh đã được Kodansha xuất bản thành tập tankōbon thứ 24. Kodansha USA đang xuất bản sê-ri kỹ thuật số bằng tiếng Anh dưới tên Grand Blue Dreaming với tập 21 được xuất bản vào ngày 11 tháng 2 năm 2025.
| STT | Ngày phát hành bản Nhật   | ISBN Nhật              | Ngày phát hành bản tiếng Anh | ISBN bản tiếng Anh     |
| --- | ------------------------- | ---------------------- | ---------------------------- | ---------------------- |
| 1 | Ngày 7 Tháng 11 Năm 2014  | ISBN 978-4-06-387990-2 | Ngày 10 Tháng 7 Năm 2018     | ISBN 978-1-63-236666-5 |
| - 1. Deep Blue (ディープブルー, Dīpu Burū) - 2. Welcoming Party (新歓コンパ, Shinkan Konpa) - 3. My Own Room (マイルーム, Mairūmu) - 4. Underwear (水の中で, Mizu no Naka de) |                           |                        |                              |                        |
| 2 | Ngày 5 Tháng 12 Năm 2014  | ISBN 978-4-06-388018-2 | Ngày 11 Tháng 9 Năm 2018     | ISBN 978-1-63-236667-2 |
| - 5. A New World (新世界, Shin Sekai) - 6. Order Women (年上の女, Toshiue no Onna) - 7. Miss Izu (ミスコン, Misukon) - 8. Mister Izu (男コン, Dan kon) - Ngoại truyện: Idiots, Tests and Cheating (バカとテストとカンニング, Baka to Tesuto to Kanningu)                                                                                 |                           |                        |                              |                        |
| 3 | Ngày 7 Tháng 4 Năm 2015   | ISBN 978-4-06-388053-3 | Ngày 27 Tháng 11 Năm 2018    | ISBN 978-1-63-236668-9 |
| - 9. The After-Festival (後の祭り, Ato no Matsuri) - 10. The Mixer (合コン, Gōkon) - 11. First Buddy (初バディ, Hatsu Badi) - 12. Doubles (ダブルス, Daburusu) - Ngoại truyện: A Normal Drinking Party (普通の飲み会, Futsū no Nomikai)                                                                                                  |                           |                        |                              |                        |
| 4 | Ngày 7 Tháng 9 Năm 2015   | ISBN 978-4-06-388081-6 | Ngày 19 Tháng 2 Năm 2019     | ISBN 978-1-63-236740-2 |
| - 13. Drinking at Home (部屋飲み, Heya Nomi) - 14. A Man's Cocktail (男のカクテル, Otoko no Kakuteru) - 15. Shopping! (ショッピング！, Shoppingu!) - 16. Okinawa Landing (沖縄上陸, Okinawa jōriku) - 17. A Place Without Lies (ウソのない場所, Uso no Nai Basho)                                                                        |                           |                        |                              |                        |
| 5 | Ngày 5 Tháng 2 Năm 2016   | ISBN 978-4-06-388115-8 | Ngày 2 Tháng 4 Năm 2019      | ISBN 978-1-63-236724-2 |
| - 18. It's All A Misunderstanding (誤解なんだが, Gokaina Ndaga) - 19. Trial (試練, Shiren) - 20. Boat Diving (ボートダイビング, Bōto Daibingu) - 21. Otori (オートリ, Otōri) - Ngoại truyện: Unity (団結, Danketsu) |                           |                        |                              |                        |
| 6 | Ngày 5 Tháng 8 Năm 2016   | ISBN 978-4-06-388164-6 | Ngày 21 Tháng 5 Năm 2019     | ISBN 978-1-63-236725-9 |
| - 22. Girl's Night (女子会, Joshi kai) - 23. The Ticket Contest (チケット争奪戦, Chiketto Sōdatsu-sen) - 24. First Trip to a Woman's University! (はじめての女子大, Hajimete no Joshidai) - 25. Woman's University, Revisted (再びの女子大, Futatabi no Joshidai) - Ngoại truyện: Letter (手紙, Tegami)                                  |                           |                        |                              |                        |
| 7 | Ngày 7 Tháng 12 Năm 2016  | ISBN 978-4-06-388220-9 | Ngày 2 Tháng 7 Năm 2019      | ISBN 978-1-63-236792-1 |
| - 26. House Sitting (留守番, Rusuban) - 27. Little Sister (妹, Imōto) - 28. Big Brother (兄, Ani) - Ngoại truyện: Mahjong (麻雀, Mājan) |                           |                        |                              |                        |
| 8 | Ngày 7 Tháng 4 Năm 2017   | ISBN 978-4-06-388249-0 | Ngày 29 Tháng 10 Năm 2019    | ISBN 978-1-63-236837-9 |
| - 29. The Impression Game (印象ゲーム, Inshō Gēmu) - 30. I'm Not Stripping Okay? (脱がないよ？, Nuganai yo?) - 31. Associate Professor (准教授, Jun Kyōju) - 32. Charpy Impact Test (シャルピー衝撃試験, Sharupī Shōgeki Shiken) - 33. School Camping for Adults (大人の林間学校, Otona no Rinkan Gakkō)                                 |                           |                        |                              |                        |
| 9 | Ngày 6 Tháng 10 Năm 2017  | ISBN 978-4-06-388290-2 | Ngày 7 Tháng 1 Năm 2020      | ISBN 978-1-63-236812-6 |
| - 34. Coworkers (バイト仲間, Baito Nakama) - 35. Otoya-kun Sees All (君にはよく見えている。, Otoya-kun Ni Wa Yoku Miete Iru) - 36. Do You Like Him? (好きなの?, Suki na no?) - 37. Serious (本気, Honki) |                           |                        |                              |                        |
| 10 | Ngày 7 Tháng 3 Năm 2018   | ISBN 978-4-06-511096-6 | Ngày 28 Tháng 4 Năm 2020     | ISBN 978-1-63-236910-9 |
| - 38. Movie Date (映画デート, Eiga Dēto) - 39. Auction House (オークションハウス, Ōkushon Hausu) - 40. White Lab (ホワイト研, Howaito-ken) - 41. Let's Go to the Uninhabited Island! (無人島へ行こう！, Mujintō e yukō!) - Ngoại truyện: Group Discussion (グループディスカッション, Gurūpu disukasshon)                                 |                           |                        |                              |                        |
| 11 | Ngày 6 Tháng 7 Năm 2018   | ISBN 978-4-06-511979-2 | Ngày 13 Tháng 10 Năm 2020    | ISBN 978-1-63-236949-9 |
| - 42. Let's Have Fun on an Uninhabited Island! (無人島で遊ぼう！, Mujintō de Asobō!) - 43. Let's Survive on an Uninhabited Island! (無人島を生き抜こう！, Mujintō o Ikinukō) - 44. Life Counseling (人生相談, Jinsei Sōdan) - 45. Now We're Even (これでチャラ, Kore de Chara) - Ngoại truyện: Café Pilgrimage (カフェ巡り, Kafe Meguri) |                           |                        |                              |                        |
| 12 | Ngày 22 Tháng 11 Năm 2018 | ISBN 978-4-06-513447-4 | Ngày 9 Tháng 3 Năm 2021      | ISBN 978-1-64-651043-6 |
| - 46. Unfinished Business (やり残し, Yari nokoshi) - 47. Homecoming (帰省, Kisei) - 48. Saving Private Passort (パスポート奪還作戦, Pasupōto Dakkan Sakusen) - 49. Hentai - 49.5. To Palau (パラオへ, Parao e) |                           |                        |                              |                        |
| 13 | Ngày 22 Tháng 6 Năm 2019  | ISBN 978-4-06-516238-5 | Ngày 22 Tháng 6 Năm 2021     | ISBN 978-1-64-651044-3 |
| - 50. Reunion (再会, Saikai) - 51. The Seas of Palau (パラオの海, Parao no Umi) - 52. TV Special (TV取材, TV Shuzai) - 53. Filming (収録現場, Shūroku Genba) - Ngoại truyện: Lie Detector (ウソ発見器, Uso Hakken-ki) |                           |                        |                              |                        |
| 14 | Ngày 22 Tháng 11 Năm 2019 | ISBN 978-4-06-517557-6 | Ngày 26 Tháng 10 Năm 2021    | ISBN 978-1-64-651142-6 |
| - 54. Wingman (アシスト, Ashisuto) - 55. Girl Talk (女子トーク, Joshi Tōku) - 56. Fun Dive (ファンダイビング, Fan Daibingu) - 57. Mom (お母さん, Okā-san) - Ngoại truyện: Truth or Dare Jenga (黒のジェンガ, Kuro no Jenga) |                           |                        |                              |                        |
| 15 | Ngày 22 Tháng 5 Năm 2020  | ISBN 978-4-06-519480-5 | Ngày 8 Tháng 3 Năm 2022      | ISBN 978-1-64-651207-2 |
| - 58. Back to School (-, -) - 59. Mixer: Round Two (-, -) - 60. Chestnut Picking (-, -) - 61. Lottery (-, -) - Ngoại truyện: The Art of Escape (-, -) |                           |                        |                              |                        |
| 16 | Ngày 20 Tháng 11 Năm 2020 | ISBN 978-4-06-521417-6 | Ngày 14 Tháng 6 Năm 2022     | ISBN 978-1-64-651402-1 |
| - 62. War Council (-, -) - 63. Okinawa Relanding (-, -) - 64. Okinawa Relanding : Behind the Scenes (-, -) - 65. Day Two of Chaos (-, -) - Ngoại truyện: Puppy (-, -) |                           |                        |                              |                        |
| 17 | Ngày 5 Tháng 8 Năm 2021   | ISBN 978-4-06-524292-6 | Ngày 4 Tháng 10 Năm 2022     | ISBN 978-1-64-651403-8 |
| - 66. Sakurako's Journey (-, -) - 67. SHIT! (-, -) - 68. Mi Amor (-, -) - 69. Two To Return (-, -) |                           |                        |                              |                        |
| 18 | Ngày 7 Tháng 3 Năm 2022   | ISBN 978-4-06-527041-7 | Ngày 21 Tháng 2 Năm 2023     | ISBN 978-1-64-651699-5 |
| - 70. Death Game (-, -) - 71. Bedtime Calisthenics (-, -) - 72. Sorrow - Round Two (-, -) - 73. Rebound Challenge (-, -) - Ngoại truyện: Cafeteria 1 (-, -) |                           |                        |                              |                        |
| 19 | Ngày 5 Tháng 8 Năm 2022   | ISBN 978-4-06-528768-2 | Ngày 6 Tháng 6 Năm 2023      | ISBN 978-1-64-651700-8 |
| - 74. Hypnosis Crisis (-, -) - 75. Dress-Up (-, -) - 76. Wedding Reception (-, -) - 77. Catfight (-, -) - Ngoại truyện: The Passion of Ichiro Yamamoto (-, -) |                           |                        |                              |                        |
| 20 | Ngày 6 Tháng 4 Năm 2023   | ISBN 978-4-06-531329-9 | Ngày 19 Tháng 11 Năm 2024    | ISBN 979-8-888770-46-7 |
| - 78. Amusement Park (-, -) - 79. White Counseling Room (-, -) - 80. Advance (-, -) - 81. Shark Scramble (-, -) - Ngoại truyện: Hajime Nojima's Ordeal (-, -) |                           |                        |                              |                        |
| 21 | Ngày 5 Tháng 10 Năm 2023  | ISBN 978-4-06-533089-0 | Ngày 11 Tháng 2 Năm 2025     | ISBN 979-8-88877-047-4 |
| 22 | Ngày 5 Tháng 4 Năm 2024   | ISBN 978-4-06-535017-1 | —                            | —                      |
| 23 | Ngày 7 Tháng 10 Năm 2024  | ISBN 978-4-06-537098-8 | —                            | —                      |
| 24 | Ngày 7 Tháng 4 Năm 2025   | ISBN 978-4-06-538970-6 | —                            | —                      |
| 25 | Ngày 7 Tháng 10 Năm 2025  | —                      | —                            | —                      |

### Anime
Một bộ phim truyền hình chuyển thể anime đã được công bố trên Good! Afternoon vào ngày 7 tháng 3 năm 2018  Bộ anime được lên kế hoạch và đạo diễn bởi Takamatsu Shinji, kiêm đạo diễn âm thanh, Zero-G là studio chịu trách nhiệm sản xuất phim hoạt hình và thiết kế nhân vật bởi Kusama Hideoki. Phim được phát sóng từ ngày 14 tháng 7  đến ngày 29 tháng 9 năm 2018 và phát vào khung giờ Animeism trên MBS, TBS, BS-TBS và AT-X. Loạt phim cũng được streaming trên Amazon Video trên toàn thế giới. Các bài hát chủ đề mở đầu mang tên "Grand Blue" được thực hiện bởi Shonan no Kaze, trong khi kết thúc bài hát chủ đề mang tên "Konpeki no al Fine" (紺碧のアル・フィーネ) được thực hiện bởi Izu no Kaze (một nhóm được thành lập bởi Uchida Yuma, Kimura Ryohei, Yasumoto Hiroki và Konishi Katsuyuki). Bộ phim kéo dài 12 tập.

### Phim điện ảnh
Một bộ phim người đóng đã được công bố, và được đạo diễn bởi Hanabusa Tsutomu. Ban đầu dự kiến phát hành vào ngày 29 tháng 5 năm 2020, nhưng đã bị hoãn đến ngày 7 tháng 8 năm 2020 do đại dịch COVID-19.

## Đón nhận
Bộ truyện tranh có hơn 3,5 triệu tập in.

## Liên quan
1. ↑  Loveridge, Lynzee (ngày 1 tháng 6 năm 2018). "Watch Grand Blue Dreaming Cast Hit the Waves in Short Video". Anime News Network. Truy cập ngày 24 tháng 5 năm 2018.
2. 1 2 3 4 5 6 7 8  Hodgkins, Crystalyn (ngày 27 tháng 4 năm 2018). "Grand Blue Dreaming Anime Reveals Main Cast, New Visual". Anime News Network. Truy cập ngày 27 tháng 4 năm 2018.
3. 1 2 3 4  "Live-Action Grand Blue Sắp Sửa Trở Lại Sau Thời Gian Dài "Nghỉ Dịch"!". Tin Anime. 31/05/2020. Bản gốc lưu trữ ngày 7 tháng 3 năm 2022. Truy cập ngày 31 tháng 1 năm 2020. {{Chú thích web}}: Kiểm tra giá trị ngày tháng trong: |ngày= (trợ giúp)
4. 1 2 3 4 5 6 7  Loo, Egan (ngày 8 tháng 7 năm 2018). "Grandblue Dreaming Anime Reveals 7 More Cast Members". Anime News Network. Truy cập ngày 8 tháng 7 năm 2018.
5. ↑  "Grand Blue Dreaming, Volume 21". Kodansha USA. Truy cập ngày 13 tháng 4 năm 2025.
6. ↑  "Grand Blue Dreaming Manga Gets TV Anime". Anime News Network. ngày 27 tháng 2 năm 2018. Truy cập ngày 27 tháng 2 năm 2018.
7. ↑  "Grand Blue Dreaming TV Anime Reveals 1st Promo Video, Staff, Summer Premiere". Anime News Network. ngày 1 tháng 3 năm 2018. Truy cập ngày 1 tháng 3 năm 2018.
8. 1 2  Hodgkins, Crystalyn (ngày 1 tháng 6 năm 2018). "Grand Blue Dreaming Anime's 2nd Promo Video Reveals July 13 Premiere". Anime News Network. Truy cập ngày 1 tháng 6 năm 2018.
9. ↑  "BD/DVD". Grand Blue (bằng tiếng Nhật). Bản gốc lưu trữ ngày 27 tháng 3 năm 2019. Truy cập ngày 15 tháng 7 năm 2018.
10. ↑  "Grand Blue Dreaming Diving Comedy Manga Gets Live-Action Film". Anime News Network. ngày 19 tháng 11 năm 2019. Truy cập ngày 20 tháng 11 năm 2019.
11. ↑  "Live-Action Grand Blue Dreaming Film Delayed". Anime News Network. ngày 3 tháng 4 năm 2020. Truy cập ngày 3 tháng 4 năm 2020.
12. ↑  "Live-Action Grand Blue Dreaming Film Rescheduled for August 7 After COVID-19 Delay". Anime News Network. ngày 29 tháng 5 năm 2020. Truy cập ngày 29 tháng 5 năm 2020.
13. ↑  "Roundup of Newly Revealed Print Counts for Manga, Light Novel Series - November 2018". Anime News Network. ngày 2 tháng 12 năm 2018. Truy cập ngày 1 tháng 1 năm 2019.